# Australian Championships 1967
Gli Australian Championships 1967 (conosciuti oggi come Australian Open) sono stati la 55ª edizione degli Australian Championships e prima prova stagionale dello Slam per il 1967. Si è disputato dal 20 al 30 gennaio 1967 sui campi in erba del Memorial Drive Park di Adelaide in Australia. Il singolare maschile è stato vinto dall'australiano Roy Emerson, che si è imposto sullo statunitense Arthur Ashe in 3 set. Il singolare femminile è stato vinto dalla statunitense Nancy Richey Gunter, che ha battuto in 2 set l'australiana Lesley Turner Bowrey. Nel doppio maschile si è imposta la coppia formata da John Newcombe e Tony Roche, mentre nel doppio femminile hanno trionfato Lesley Turner Bowrey e Judy Tegart Dalton. Il doppio misto è stato vinto da Lesley Turner Bowrey e Owen Davidson.

## Risultati

### Singolare maschile
Roy Emerson ha battuto in finale  Arthur Ashe  6-4, 6-1, 6-4

### Singolare femminile
Nancy Richey Gunter ha battuto in finale  Lesley Turner Bowrey  6-1, 6-4

### Doppio maschile
John Newcombe /  Tony Roche hanno battuto in finale  William Bowrey /  Owen Davidson, 3-6, 6-3, 7-5, 6-8, 8-6

### Doppio femminile
Lesley Turner Bowrey /  Judy Tegart Dalton hanno battuto in finale  Lorraine Coghlan /  Evelyn Terras, 6-0, 6-2

### Doppio misto
Lesley Turner Bowrey /  Owen Davidson hanno battuto in finale  Judy Tegart Dalton /  Tony Roche, 9-7, 6-4